# Ley de rondas campesinas
La Ley de rondas campesinas o ley n. 27908, es la normativa peruana que  promueve la protección y el bienestar de estos colectivos sociales autónomos y democráticos. Estas organizaciones forman parte de las comunidades campesinas, originarias. Esta ley crea el programa nacional de fortalecimiento de la justicia comunal de rondas y otorga incentivo por su labor comunal en la solución pacífica de conflictos en las comunidades campesinas y nativas del Perú. La ley se promulgó el 7 de enero del 2003.
Esta ley fue reglamentada el 30 de diciembre del 2003 a través del Decreto Supremo n.º 025-2003-JUS.

## Objetivos
Los objetivos de las rondas campesinas establecidos en la ley son:
1. La defensa organizada de sus tierras, ganados, bienes y su integridad física.
2. La prevención y erradicación de los delitos comunes en el ámbito de su jurisdicción, así como el ejercicio de formas democráticas de administración de justicia de conformidad con lo dispuesto en la presente ley.
3. Contribuir en la práctica y desarrollo de sus derechos, en las tradiciones democráticas y culturales de la comunidad y de la nación.
4. Promover el desarrollo integral y sostenible de su comunidad en el ámbito social, económico, ecológico, cultural y tecnológico.